# رودابه کمالی
رودابه کمالی (۱۱ تیر ۱۳۵۰ - ۲۶ مهر ۱۴۰۰) آموزگار، ویراستار و نویسنده و عضو انجمن نویسندگان کودک و نوجوان و شورای کتاب کودک، اهل ایران بود.
او، فرزند مریم روحانی، نویسنده، ویراستار و پژوهشگر ادبیات کودک و عضو انجمن نویسندگان کودک و نوجوان و شورای کتاب کودک، و علی کمالی، روانشناس و عضو جبهه ملی ایران است. از دیگر افراد خانواده ایشان می‌توان به روزبه کمالی  و روناز کمالی اشاره کرد.

## پیشینه
رودابه کمالی با نشریه «سروش نوجوان» (۱۳۶۹-۱۳۸۰)، روزنامه «آفتابگردان»، فصلنامه «انشاء و نویسندگی» و برای مدتی با ماهنامه «داستان همشهری» همکاری داشت. 
او همچنین دبیری صفحه داستان ضمیمه خانواده روزنامهٔ اطّلاعات را نیز تا پیش از درگذشت برعهده داشت.
کمالی طی سال‌ها برگزاری کارگاه‌های داستان‌نویسی با انتشار آثار برگزیده کارگاه‌هایش در مجله «انشاء و نویسندگی» و روزنامه اطلاعات، نویسندگانی را به فضای ادبیات معرفی کرد.
وی علاوه‌بر تدریس و داوری در المپیاد ادبی ایران، از اساتید دبیرستان فرزانگان تهران بوده است. همچنین چندین دوره داوری جایزه لاکپشت پرنده را برعهده داشته و از اولین مؤسسین موسسه منظومه خرد بوده است که راه‌اندازی انتشارات منظومه خرد و تأسیس دپارتمان فبک (فلسفه برای کودکان) را نیز در کارنامه فعالیت‌های فرهنگی خود دارد. 

مجموعه کتاب آموزشی ۹جلدی «کارگاه انشا و تقویت مهارت‌های نوشتن» برای کودکان و نوجوانان از مقطع دبستان تا پایان دبیرستان، مجموعه کتاب کودک «قصه‌های مهرک و سبزک»، «اسبی که هیچ‌کس نمی‌دید»، «قصه‌های حیوانکی» و «مامان مثل هیچکس نیست» از جمله آثار او هستند.
کتاب «مامان مثل هیچکس نیست» یک‌هفته پیش از درگذشت نویسنده‌اش توسط نشر پرتقال به دو زبان فارسی و فرانسوی، منتشر شد.
رودابه کمالی در سال ۱۳۸۰ برای مجموعه کتاب‌های ۹جلدی «کارگاه انشا» برنده جایزه اول «جشنواره ملی کتاب رشد» شده بود. همچنین در سال ۱۳۹۳ برای داستان کوتاه «خانه‌ی هفت‌تیر» توسط اولین دوره جایزه داستان تهران، شایسته تقدیر شناخته شد.
پس از درگذشت رودابه کمالی، یادبودهایی توسط جایزه لاکپشت پرنده، موسسه منظومه خرد و خانواده ایشان برگزار شد که خانواده، دوستان و همکاران وی به صحبت پیرامون شخصیت و فعالیت‌های وی پرداختند، از جمله: نوش‌آفرین انصاری، خیریه‌بیگم حائری‌زاده، فریدون عموزاده خلیلی، آتوسا صالحی، مژگان کلهر، آرش صادق‌بیگی، کاوه فولادی‌نصب، علی‌اکبر زین‌العابدین، دکتر محمد دهقانی و... .
همچنین برنامه کتاب‌بان رادیو فرهنگ، یکی از برنامه‌های خود را به شیوه‌های ترویج کتاب توسط رودابه کمالی اختصاص داد و علی‌اکبر زین‌العابدین مجری این برنامه در این‌باره با خواهر وی، روناز کمالی به گفت‌وگو پرداخت. و به‌پاس یک‌عمر فعالیت رودابه کمالی برای فرهنگ و ادبیات، برنامه «دورهمی کتاب» توسط خانواده ایشان و به همت کانون تئاتر و سینمای فرهنگسرای اندیشه، خانه حمایت از فیلم کودک و نوجوان و با مشارکت نشر گیسا، نشر افق، نشر پرتقال، کتاب دبستانک و سایت وینش و با حضور و مشارکت نویسندگان کودک و نوجوان، آتوسا صالحی، مژگان کلهر و حدیث لزرغلامی و خانواده رودابه کمالی برگزار شد که با اجرای کارگاه خلاق قصه‌نویسی و کتاب‌سازی برای کودکان و نوجوانان، تلاش کردند از رودابه کمالی، تصویر و خاطره‌ای همراه با کتاب و قصه در ذهن بچه‌های شرکت‌کننده به‌یاد بماند.

## درگذشت
رودابه کمالی، روز بیست‌وششم مهر سال ۱۴۰۰ به علت بیماری سرطان و پس از هفت‌ماه تحمل بیماری، درگذشت.